# 核安全峰会
核安全峰會（英語：Nuclear Security Summit，NSS）是旨在防止核恐怖主义向全球各地擴散的世界首腦會議。峰會成立原因源自2009年4月5日，美國總統巴拉克·歐巴馬在捷克布拉格的演講，在演講中歐巴馬提到美國要建立一個無核世界，美國既是核武大國，有責任削減核武器，並承諾由美國主辦一場全球性的核安會議。首次峰會在2010年4月12日–13日於美國华盛顿舉行，第二次峰會在2012年3月26日–27日於韓國首爾舉行，第三次峰會在2014年3月24日–25日於荷蘭海牙舉行。

## 峰會日期
目前核安全峰會已經舉辦四次。
| 屆次      | 日期                 | 主辦國 | 主辦城市 | 主辦國首腦    |
| --------- | -------------------- | ------ | -------- | ------------- |
| 第1次峰會 | 2010年4月12日–13日   | 美国   | 华盛顿   | 巴拉克·歐巴馬 |
| 第2次峰會 | 2012年3月26日–27日   |        | 首爾     | 李明博        |
| 第3次峰會 | 2014年3月24日–25日   | 荷蘭   | 海牙     | 馬克·呂特     |
| 第4次峰會 | 2016年3月31日-4月1日 | 美国   | 华盛顿   | 巴拉克·歐巴馬 |

## 成立背景
2009年4月5日，美國總統巴拉克·歐巴馬於捷克布拉格演講，內容中提到核恐怖主義是國際安全的最大威脅之一，而美國政府試圖建立一個無核世界來保障全世界，考慮到美國曾是在實戰中使用過核武，並且是世界核武大國之一等因素，美國在削減核武上有道義責任，在演講中歐巴馬承諾美國將會舉辦一場核安峰會，爭對反核恐怖主義等問題來強化各國間國際性合作。
2010年，首屆核安全峰會在歐巴馬總統的承諾下，於美國華盛頓舉行，首次會議共有47個國家以及3個國際組織參與，在會議中確認參與國願意防止核恐怖主義，確保核材料管控，防止不法交易，加強國際間的合作，以及各國爭對反核恐怖主義所需改善的項目。在2012年於韓國首爾舉行第二次峰會，共有53個國家以及4個國際組織參與，會議中關注於首次會議的協議進展情況，加強各國的國際合作，裁減核武及核武原料，擴大對核能設施及原料管控等項目。第三次峰會在2014年於荷蘭海牙舉行，在會議中除檢視自10年以來的成果，也加強未來該改善的項目。